# 바이킹 계획

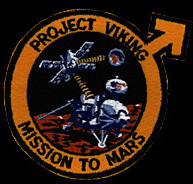
바이킹 계획 기장

바이킹 계획(영어: Viking program)은 미국 항공우주국(NASA)이 1970년대에 실행한 화성 탐사 계획이다. 바이킹 1호와 바이킹 2호의 2기의 화성 탐사선이 화성 착륙에 성공했다.
바이킹 탐사선은 모선인 궤도선(오비터)과 착륙선(랜더)으로 구성되어 있다. 중량은 궤도선이 2,328 kg (건조 중량 883 kg), 착륙선이 572 kg이다. 착륙선은 화성 궤도상에서 궤도선에서 분리되어 화성 표면에 착륙했다.

## 바이킹 1호
바이킹 1호는 1975년 8월 20일에 발사되었다. 1976년 6월에 화성 궤도에 도달한 후, 착륙에 적절한 지점을 탐색해 착륙선을 분리했다.

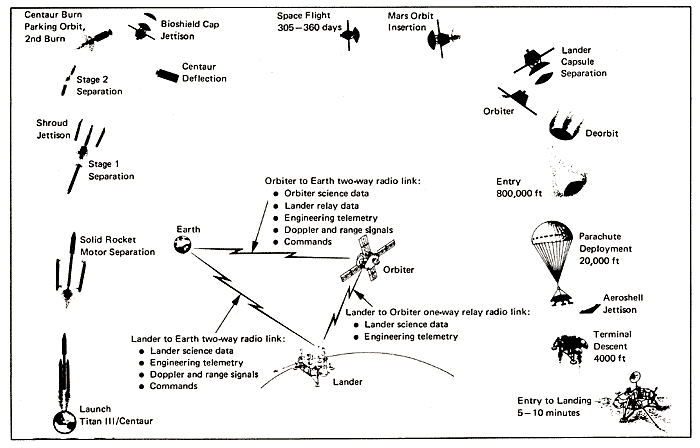
바이킹 계획 개요

7월 4일의 미국 독립기념일에 착륙할 예정이었지만, 착륙 지점의 결정에 시간이 걸렸기 때문에 실제로 화성에 착륙한 것은 1976년 7월 20일이다.

## 바이킹 2호
바이킹 2호는 1975년 9월 9일에 발사되었다. 화성에 착륙한 것은 1976년 9월 3일이다. 착륙선은 1980년 4월까지 활동했다.